# 386 (numero)
Trecentottantasei (386) è il numero naturale dopo il 385 e prima del 387.

## Proprietà matematiche
- È un numero pari.
- È un numero composto con i seguenti divisori: 1, 2, 193. Poiché la somma dei suoi divisori è 196 < 386, è un numero difettivo.
- È un numero semiprimo.
- È un numero noncototiente.
- È un numero felice.
- È un numero ettagonale centrato.
- È un numero palindromo nel sistema di numerazione posizionale a base 12 (282).
- È un numero nontotiente (per cui la equazione φ(x) = n non ha soluzione).
- È parte delle terne pitagoriche(190, 336, 386), (386, 37248, 37250).
- È un numero congruente.

## Astronomia
- 386P/PANSTARRS è una cometa periodica del sistema solare.
- 386 Siegena è un asteroide della fascia principale del sistema solare.

## Astronautica
- Cosmos 386 è un satellite artificiale russo.